# 大越
大越，为1054年到1804年间越南所使用的正式国号（1400年至1428年间被胡朝和中國明朝統治期间除外）。
自1054年李朝第三代皇帝李圣宗将国号由「大瞿越」改为「大越」以来，其后的陈朝、後黎朝等亦使用该国号（其中只有胡朝一度于1400年将国号改为「大虞」）。不过，中国、日本等国则普遍以安南、交趾等称呼该国，而大越君主亦接受中国的册封为「安南国王」。到19世纪初阮朝统一越南后，阮朝创立者阮福映一度主张将国号改为“南越”，但当时中国清朝政府认为历史上的南越国涵括了华南地区，字面含义与阮氏政权统治范围不符，经交涉最后决定将国号改为「越南」，而阮福映亦被清嘉庆帝正式册封为「越南国王」，雖在阮朝明命年間阮聖祖改國號「大南」但戰後兩越獨立後皆以「越南」為國號。

## 延伸阅读
[在维基数据编辑]
 《欽定古今圖書集成·方輿彙編·邊裔典·安南部》，出自陈梦雷《古今圖書集成》
 《新元史/卷251》，出自柯劭忞《新元史》

## 关联项目
- 南漢
- 越南历史
- 李朝 (越南)
- 陳朝 (越南)
- 莫朝
- 後黎朝
- 越南